# Черкес-хан
Черкес-хан або Хаджи-Черкес (*д/н — 1375) — хан Золотої Орди в 1371, 1374—1375 роках.

## Життєпис
Про походження нічого невідомо, проте ймовірна належність до роду Джучі, сина Чингісхана. Тривалий час як улусне володіння мав Хаджи-Тархан (сучасна Астрахань). Перша згадка сягає 1363 року. Невдовзі став карбувати власні монети, оголосивши себе ханом, не підкорявся ханам з Сарай-Берке.
У 1371 році в розпал тривалої боротьби за трон на деякий час зумів захопити Сарай-Берке, проте вже через декілька місяців відступив з нього. Там знову ханом став Мухаммед-Булак. Протягом 1373—1374 років боровся проти Урус-хана, що став володарем більшої частини Золотої Орди. Після відходу останнього у 1374 році на придушення повстання в Мангишлаку знову захопив Сарай-Берке, не допустивши до нього Vухаммеда-Булака. Невдовзі завдав нищівної поразки ушкуйникам, які до того пограбували місто булгар на Волзі.
Проте в середині того ж року вимушений був відступити з Сарая з огляду на загрозу з боку Урус-хана, що повернувся до Наволжя. Деякий час протистояв Урус-хану в Хаджи-тархані, проте зазнав поразки, потрапив у полон й був страчений.